# ベンドシニスター (小説)
『ベンドシニスター』（Bend Sinister）は、ウラジーミル・ナボコフのディストピア小説であり、アメリカ移住後の1945年から1946年にかけて英語で執筆され、1947年にヘンリー・ホルトから出版された。ナボコフがアメリカで最初に書いた小説で、全体では11作目の長編小説である。
ディストピア的な全体主義国家を寓意的に描いており、『断頭台への招待』と比較されることもあるように政治小説としての側面も持つ。

## タイトル
ベンド・シニスターとは紋章におけるチャージの1種で、通常のベンドとは逆に（正対する人からみて）楯の右上から左下に帯が引かれている。ナボコフ自身は1964年以降の版につけられた「序文」で、このタイトルは「屈折によって乱された輪郭、存在という鏡に映るゆがみ、人生上の誤った進路、左巻きの邪悪な世界」を暗示するために選んだと語っている。実際この小説には左の（「シニスター」）運動に関する言葉遊びが頻出する。

## プロット
この小説は、ヨーロッパにある架空の国家パドゥクグラードを舞台としている。この国は、人間は1人1人が違うという考え方を否定して個人の規格化とその結果の公平を万人の幸福とみなす「均等主義」(Ekwilism)という政治思想に支配されている。
主人公であるアダム・クルグは妻を亡くし、家には幼い息子のダヴィッドと家政婦が1人だけになる。彼は高名な哲学者で教授だが、均等主義のもとで大学は廃止の憂き目にあった。「普通人党」を結成して政権を掌握した独裁者パドゥクは彼の幼馴染で、昔は「蟇蛙」と呼んでからかいの対象だった。そこで2人の関係性をあてにした学長から、嘆願書に署名してそれをパドゥクに届けるように依頼される。彼はそれを断ったが、周囲の人間や同僚はパドゥクの独裁政治のもとで次々に逮捕されていった。
ある日、彼はパドゥクに呼び出され、均等主義や政権を宣伝するための演説に名前と文章を貸すように求められる。クルグはやはりそれを断った。政権が手を打ってくる前に亡命することも考えるが、幼い息子を連れての長旅は困難だった。そしてついに総統のエージェントがクルグ親子に差し向けられ、2人は刑務所に連行されてしまう。
ダヴィッドを人質にとられたクルグは、息子の安全と引き換えに政権への忠誠を誓おうとする。しかしその無事を確認させようと連れてこられた少年は、アルヴィットという名の別人の子だった。担当者の釈明によれば、実はダヴィッドは手違いで問題児たちの矯正のための「解放ゲーム」に混ぜられていた。このゲームに参加する孤児は「手足を引き裂いたり、骨を折ったり、眼玉をえぐったり」され途中で治療も受けつつ最終的には殺されるのだという。
パドゥクは手違いを詫びるかわりに、息子を手にかけた犯人たちを直接殺す権利をクルグに与え、それを実行すればこれまでに逮捕した彼の友人たちも解放するという。引き合わされた友人たちもそうするように嘆願するが、クルグはすでに狂っていた。彼は昔そうしたようにパドゥクの方に駆け出したが、護衛が発砲するほうが早かった。しかし銃弾がクルグに命中するその瞬間に、語り手である「わたし」は描写を中断してしまい「書き終えたページや書き直したページが散乱するなかに立ちあが」る。「わたし」はクルグという人物が虚構の存在であることを認めつつ、その最期は幸せであったと言い、羽音を立てる蛾におやすみと告げて眠りにつこうとする。

## 登場人物
- アダム・クルグ – 主人公で大学の哲学教授。パドゥクグラードでも随一の著述家であり思想家である。独裁政権からも重要人物と目されている
- オリガ・クルグ – アダムの妻。小説の冒頭からすぐに命を落とす
- ダヴィッド・クルグ – アダムの息子。取り違えによってパドゥクグラードの問題児たちに殺される
- パドゥク – 「蟇蛙」(The Toad)とあだ名されている、パドゥクグラードの独裁者。普通人党を結成して総統の座についた。クルグの元同級生
- エンバー –  パドゥクグラードの知識人でシェイクスピアを研究している。クルグの最良の友人
- マリエット – クルグの雇う家政婦であり、アダムとデイヴィッドの監視役として送り込まれたスパイ[要出典]

## 背景

### 出版史
当時アメリカのウェルズリー大学で教鞭をとっていたナボコフは、1942年に『ベンドシニスター』の執筆に着手こそしているが、そのほとんどは第二次世界大戦が終了して間もない1945年の冬から1946年の春に書かれた。この小説のタイトルは何度か変更されており、ナボコフはもともと『The Person from Porlock』〔ポーロックから来た男〕という題を考えていたが、その後すぐに『Game to Gunm』を候補に選んでいる。さらに『Solus Rex』〔孤独の王〕に変わって、それからようやく最終的ないまのタイトルになった。完成した原稿は1947年の夏の初めにホルト社の編集をしていたアレン・テイトに送られ、ほとんど間を置かず同年6月12日に出版された。

### 影響関係
枢軸国との戦争とその勝利を経て、アメリカでは新たに反ソ連の機運が広がっていた。ソビエト連邦は連合国の勝利に大きく貢献したが、共産主義嫌いであるナボコフにとっては大いに気に入らないことであった。ブライアン・ボイドによれば、ナボコフがこの小説を書いたのは「ナチス・ドイツもソヴィエト・ロシアも、人間の生活における最も壊れやすく大事なものにとっては獣じみた野蛮さを発揮するという意味では根本的に変わらないということを示す」ためだった。1943年2月、ウェルズレー大学で行われたパネルディスカッションで、ナボコフは現在進行中の全体主義国家を批判して民主主義の正さを称揚する、熱のこもったスピーチをしている。
民主主義こそ最も人間的なものだ。というのも、たまたま共和制は王制よりましで、王制は無いよりましで、無いほうが独裁制よりましだったからというだけでなく、人の心が世界だけでなく心そのものに意識を向けてからというもの、あらゆる人々にとって民主主義こそが自然な状態だからだ。精神的に民主主義を征服することなどできない。優れた銃を持つ者を物理的に打ち負かすのも民主主義の側だ。信念と誇りは、どちらの側でもありあまるほどだろう。しかし「われわれの」信念と「われわれの」誇りはまったく別もので、血を流すことを信奉し、自分自身を誇る敵のそれとは重なるところがない。
とはいえナボコフはこの小説の「序文」において、自分が「社会批評の文学」にも「ソヴィエト・ロシアにおける『雪どけ』の徴候」にも関心がなく、「カフカの作品、あるいはオーウェルのきまり文句とを機械的に比較」することにも否定的であると牽制し、彼独特の唯美主義を掲げている。

### パロディ
クルグの友人であるエンバーはシェイクスピアを研究しており、パドゥクグラードの国立劇場での『ハムレット』の上演に向け準備を勧めている。
この小説ではシェイクスピアの名前や作品を使った地口がよく出てくるだけでなく、クルグとエンバーによる『ハムレット』の凝ったパロディが行われており、二つの作品を比較した研究も多い。例えば「蟇蛙」とあだ名される独裁者のパドゥクは、ハムレットから「ヒキガエル」(paddock）と呼ばれたことのあるクローディアスとの対比を誘う。

### 受容
『ベンドシニスター』はホルト社が宣伝に力をいれていなかったこともあり、発表当初はあまり注目を浴びなかった。批評される機会が増えても、その反応は概して複雑だった。おそらくそれを最も特徴的にあらわしているのがニュー・リパブリックに掲載された「印象的でパワフルな作品だが、同時に奇妙な腹立たしさがある」という評論だろう。しかし、タイムやニューヨークタイムズでは熱烈な評価を受けた。そして、ナボコフがオリジナルの原稿を送ったアレン・テイトも、この小説に深い感銘を受けていて「編集者として優先的に小説を読めるけれど、この作品はそのなかで初めての一級品だ」と語っていた。テイトはこの小説を高く評価するあまりに自分で推薦文も書いており、『ベンドシニスター』の「英語の散文作品としての卓越性は、英語圏に生まれた我々の世代の作家でも勝る者がいない」ほどだと断言していた。一方で今日の評論においては、ナボコフがアメリカで描いた小説のうち『プニン』や『ロリータ』、『青白い炎』と比較すると劣っており、彼の小説全体でみても凡庸な出来とされることが多い。ブライアン・ボイドはこの小説における「不愉快な自意識」と「創造性の高い、挑戦的な断片」を賞賛しつつ、問題点やまとまりのなさ全てを正当化しようとする読み方をしてもその見返りは期待できないと述べている。

## 映画
『ベンドシニスター』は1970年に西ドイツでモノクロのテレビ映画に翻案されている。監督はヘルベルト・フェーゼリー、アダム・クルグ役をヘルム―ト・コイトナー、パドゥク役をハインリヒ・シュワイガーが演じた。

## 日本語訳
- 加藤光也（訳）『ベンドシニスター』サンリオSF文庫、1986年。
- 加藤光也（訳）『ベンドシニスター』みすず書房、2001年。 - 上記の新訳